# Marcelo Elizaga
Marcelo Ramón Elizaga Ferrero (ur. 19 kwietnia 1972 w Morón) – ekwadorski piłkarz, argentyńskiego pochodzenia, występujący na pozycji bramkarza w klubie Emelec Guayaquil.

## Kariera klubowa
Marcelo Elizaga jest wychowankiem argentyńskiego zespołu Nueva Chicago z Buenos Aires. W 1998 roku przeszedł do drużyny CA Lanús. Grał w niej do 2000 roku i w tym czasie zdołał rozegrać 41 spotkań w argentyńskiej Primera División. Następnie podpisał kontrakt z zespołem Quilmes AC. Tutaj przebywał przez 5 lat. W 2005 roku trafił do ekwadorskiego Emelec Guayaquil, gdzie obecnie jest kapitanem drużyny.

## Kariera reprezentacyjna
Elizaga po przyjęciu ekwadorskiego obywatelstwa, w 2007 roku zadebiutował w reprezentacji Ekwadoru, w zremisowanym 1:1 meczu przeciwko Irlandii. W 2007 roku został powołany na Copa América 2007, gdzie jego zespół zajął ostatnie miejsce w grupie. On zaś rozegrał na tym turnieju 1 mecz przeciwko Brazylii (0:1).